# Tarsycjusz Waszecki
Tarsycjusz Stanisław Waszecki OFM (ur. 9 lipca 1935 w Rybniku, zm. 15 maja 2013 w Katowicach) – franciszkanin, kaznodzieja, duszpasterz Trzeciego Zakonu Św. Franciszka, autor książek o tematyce religijnej.

## Życiorys
Urodził się w rodzinie Józefa i Moniki zd. Delong. Do nowicjatu franciszkańskiego wstąpił w Prowincji Wniebowzięcia NMP w Katowicach 8 września 1952. Nowicjat zakończył złożeniem pierwszej profesji zakonnej 9 września 1953. Śluby wieczyste złożył 15 grudnia 1956, zaś święcenia kapłańskie przyjął 11 maja 1959. W latach 1974–1980 był gwardianem klasztoru w Rybniku, w latach 1986-1991 gwardianem w Chorzowie-Klimzowcu, zaś w latach 1991-1995 gwardianem klasztoru w Górkach Wielkich. O. Waszecki był autorem szeregu publikacji religijnych, zbiorów kazań oraz wielokrotnie wznawianego modlitewnika tercjarskiego Pokój i Dobro. Franciszkanin zmarł w Katwoicach 15 maja 2013. Pochowany został na cmentarzu komunalnym w Katowicach-Ligocie w kwaterze zakonnej.

## Publikacje
Większość publikacji o. Waszeckiego wydawana była na wewnętrzne potrzeby Franciszkańskiego Zakonu Świeckich. Autor sam szukał dobroczyńców, by zapłacili za druk. Książki rozdawał w czasie spotkań tercjarskich, bądź też rozprowadzano je za niewielką opłatą, pokrywającą koszt wydruku. Wyjątkiem jest modlitewnik tercjarski.
- 1970 Myśli przewodnie Wspólnot Św. Franciszka, Panewniki
- 1972 Duch Św. Franciszka we współczesnym świecie, Panewniki
- 1972 Śladami Św. Franciszka, Panewniki
- 1989 Reguła Franciszkańskiego Zakonu Świeckich, Katowice (oprac.)
- 1990 Spotkania franciszkańskie: postulat, Niepokalanów ISBN 83-85037-14-4
- 1992 Pokój i Dobro: modlitewnik Franciszkańskiego Zakonu Świeckich, Katowice (wznow. 2004)
- 1996 Franciszku jestem: konferencje dla FZŚ Regionu katowicko-bielskiego, Katowice
- 1997 Umiłować do końca: konferencje nie tylko dla sióstr zakonnych, Bytom ISBN 83-85214-33-X
- 1999 Dziewica i Oblubieniec (kazania), Górki Wielkie
- 1999 Franciszku, idę za Tobą, Panewniki (myśli do medytacji drukiem)
- 2000 Oto Słowo Pańskie, Górki Wielkie ISBN 83-913894-0-5
- 2000 Bóg jest miłością: Rok A, Górki Wielkie (zbiór kazań)
- 2000 Pan mówi – słuchajmy Go, Górki WIelkie (myśli do medytacji drukiem)
- 2000 Nade wszystko miejcie miłość: Rok C, Górki Wielkie (zbiór kazań)
- 2001 Maryjo ukradłaś mi serce, Górki Wielkie (myśli do medytacji drukiem)
- 2001 Miłość nie jest kochana: Rok B, Górki Wielkie (zbiór kazań)
- 2001 Franciszkańska adoracja Żłóbka, Górki Wielkie
- 2001 Święty Franciszku mówię i piszę o Tobie, Górki Wielkie (myśli do medytacji drukiem)
- 2002 Sztuka świętości, Górki Wielkie ISBN 83-913894-3-X
- 2002 Królowa maja i października, Górki Wielkie (myśli do medytacji drukiem)
- 2002 Święty Tarsycjusz: męczennik, patron ministrantów, Górki Wielkie
- 2003 ABC własnego sumienia, Górki Wielkie (myśli do medytacji drukiem)
- 2004 Bóg i ja, Jego dziecko, Górki Wielkie (myśli do medytacji drukiem)
- 2005 Uwierzyli dlatego przemawiali, Górki Wielkie (myśli do medytacji drukiem)
- 2006 Jest życie... i radosne, błogosławione życie franciszkańskie, Górki Wielkie (zbiór wspomnień)
- 2007 Zdrajcy i... Zwycięzca: rozważania nie tylko wielkanocne, Górki Wielkie